# Historia numismática de Ecuador

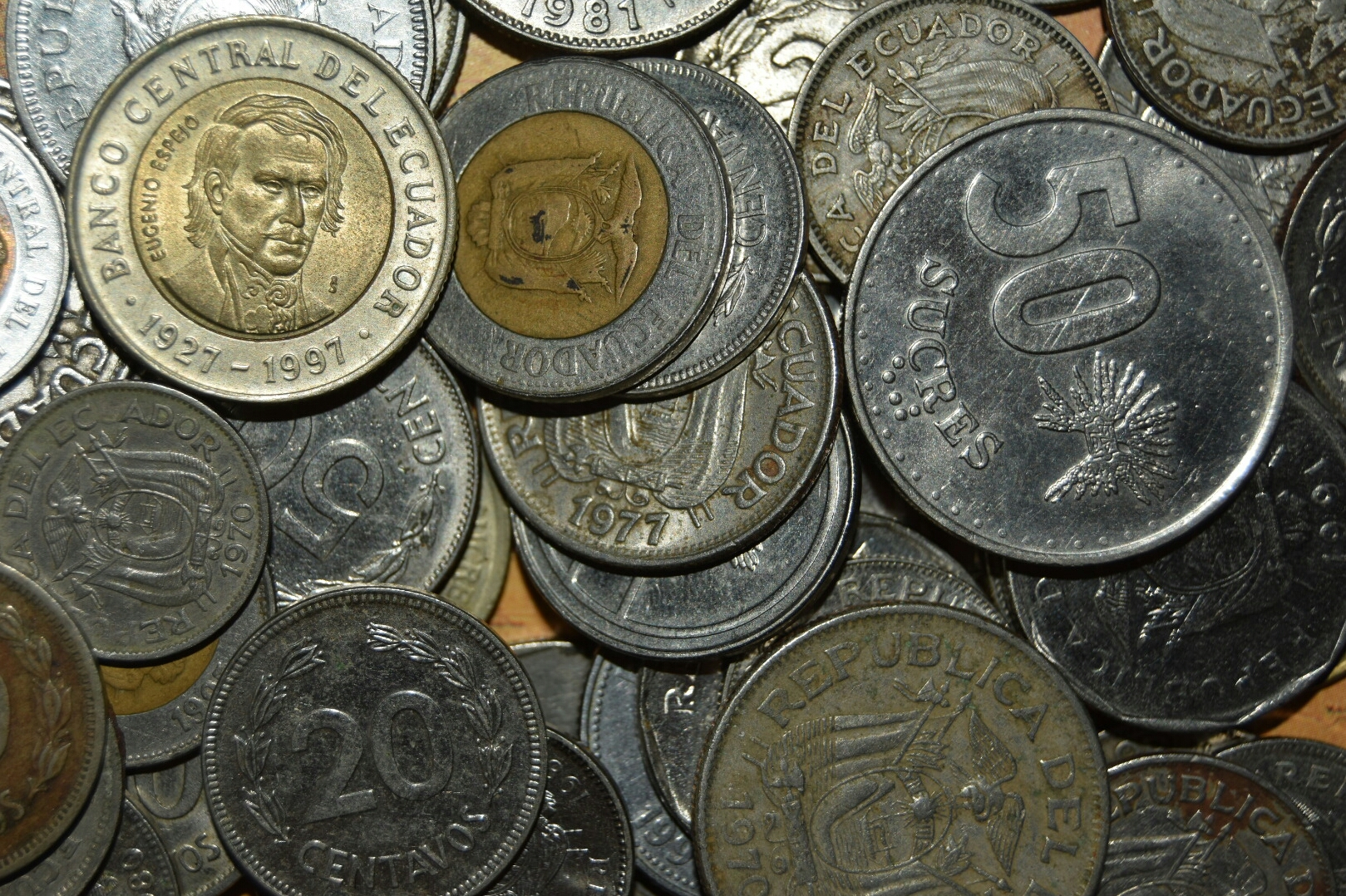
Numismática ecuatoriana

La historia económica y política de un país se puede contar a través de su moneda, antes de la llegada de los conquistadores españoles a los territorios ecuatorianos, las tribus locales usaban conchas y hachas de cobres como medio de pagos y como muestra de poder espiritual del cacique que las ostentaba. Mientras duró el dominio español en tierras ecuatorianas la población utilizó la moneda conocida como macuquinas y posteriormente las columnarias de los distintos reyes españoles. Al momento de la independencia del país la población uso las monedas imperiales bajo consentimiento de los gobernantes, en el momento que Ecuador se anexó a Gran Colombia se realizó el cambio de moneda española por colombiana hasta su separación, ya constituido como república se utilizó la moneda colombiana marcada con un resello que la validaba a nivel nacional, no fue hasta la creación de la Casa de la Moneda de Quito en que se comenzó a acuñar moneda nacional, con símbolos propios esta monedas mantuvo el nombre de peso, entre controversia de la población por la baja calidad en el contenido de la plata y en un intento por mejorar la imagen a nivel internacional se acuñó el peso fuerte, una moneda con plata de alta pureza, luego en 1856 se comenzó a utilizar el sistema decimal francés por lo cual se acuñó nuevas monedas conocidas como francos ecuatoriano. Sin embargo, los ecuatorianos al desconocer este sistema empleó el peso, hasta la llegada del sucre en 1884.
El artículo proporciona un resumen histórico de la numismática utilizada en Ecuador desde la época de la colonial hasta la desaparición del sucre como sistema monetario nacional. Luego de la crisis financiera que sufrió el país en el año 1999 la república ecuatoriana cambió de moneda, la divisa actual es el dólar estadounidense.

## Época 1822-1830: Gran Colombia
| Sistema de conversión:     |
| -------------------------- |
| 1 peso = 8 reales (plata)  |
| 1 Onza =8 Escudos (oro)    |
| 8 Escudos = 16 pesos (oro) |

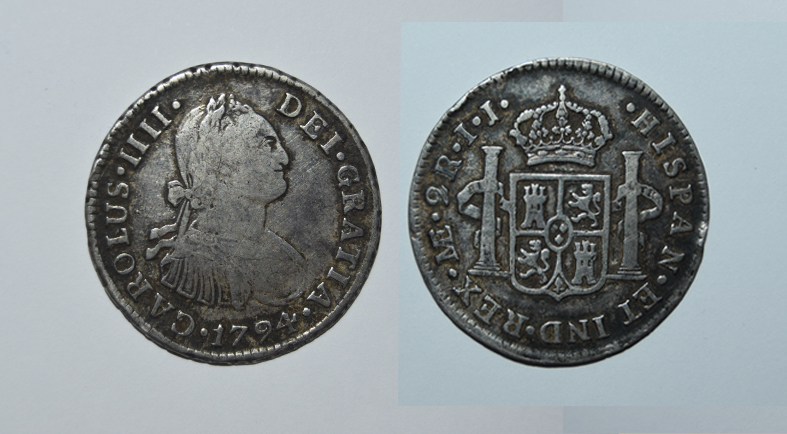
Moneda imperial española

Quito formó parte de Gran Colombia hasta 1830 como Distrito del Sur o de Quito. Las regulaciones monetarias de Gran Colombia mantuvo el antiguo sistema colonial español, con monedas forjadas y acuñadas. Se acuñaron oro y plata en Popayán y Bogotá, y cobre en Caracas. El 28 de julio de 1823, Simón Bolívar autorizó la creación de la Casa de la Moneda en Quito, pero pasaría casi una década antes de que se abriera allí. Se ordenó la retirada de las monedas macuquinas en 1826, pero debido a la falta de otra moneda, solo circulaba la antigua moneda colonial española y la macuquina, principalmente peruana.

## Época 1830-1850: peso
Después de 3 años del nacimiento de la República del Ecuador, en 1833 se creó la Casa de la Moneda de Quito, durante esta época se comenzó a cambiar los signos colombianos por los símbolos propios de la nueva nación. La Casa de la Moneda tuvo una vida corta y cerró después de 30 años de funcionamiento.

### 1830-1836: el Estado del Ecuador en la República de Colombia
Monedas con Resello: La marca de referencia de 1832 estaba destinada únicamente a monedas acuñadas en Bogotá (Cundinamarca) entre 1815 y 1821. Pero las monedas de finura inferior al estándar se habían acuñado en Bogotá en 1823-1826, con fecha de 1821, y la mayoría se pusieron en circulación en el Departamento de Quito durante el período de Gran Colombia.
| Monedas de Cundinamarca y Granada, fechadas entre 1818 y 1821, con resello «MdQ»: |
| --------------------------------------------------------------------------------- |
| - 1/4 real. - 1/2 real. - 1 real. - 2 reales. - 8 reales.                         |

Monedas de plata: Descripción, leyenda «El Ecuador en Colombia y Quito» debajo del escudo de armas; denominación, «El poder en la constitución» y debajo el año y «GJ» (iniciales del ensayador Guillermo Jameson). Una moneda de 1 real fue autorizada el 28 de febrero de 1833. La acuñación del medio real comenzó el 30 de septiembre de 1832, antes de que se establecieran sus características, lo que explica por qué algunos tienen la letra «M» (según la ley) mientras que otros tienen «1/2».
| Plata ley 0.666 fechada 1833-1836                               |
| --------------------------------------------------------------- |
| - 1/2 real, 16 mm - 1 real, 20 mm 3.00-3.95 g - 2 reales, 25 mm |

Monedas de oro: Descripción, Cabeza de mujer indígena con una banda con la leyenda «Libertad», el borde inscrito «Ecuador en Colombia», y debajo de la cabeza la palabra «Quito». La acuñación de piezas de 2 escudos comenzó en 1834. Algunos tienen su valor expresado como 2-E (2 escudos), otros como 1-D (1 doblón).
| Oro ley 875 fechado 1836-1838                       |
| --------------------------------------------------- |
| - 1 escudo, 18 mm 3.383 g - 1 doblón, 22 mm 6.766 g |

### 1836-1843 República del Ecuador
Historia
Después de que la nación se convirtió en República del Ecuador el 28 de junio de 1830, la inscripción (en el reverso) «El Ecuador en Colombia» fue cambiado a «República del Ecuador» (pero mantuvo las armas colombianas). La acuñación de 1 y 2 escudos cesó debido a una afluencia de falsificaciones de estas monedas. En su lugar el presidente Vicente Rocafuerte autorizó    la acuñación de media onza (4 escudo).
Después de obtener más equipos de acuñación de Chile e instalarlos en Quito, se autorizó la acuñación de onzas (piezas de 8 escudos) en febrero de 1838. Se autorizó una moneda de 4 reales el 8 de octubre de 1841, con las mismas características que las otras denominaciones, pero con la inscripción añadida «Moral industria» alrededor de la circunferencia, lo que hace que la moneda sea más difícil de falsificar. La moneda de 8 escudos es famosa por se mencionada en la novela Moby-Dick.
Las monedas falsas y de baja calidad de Colombia y Bolivia entraron en circulación en dentro del país, y las monedas producidas por la Casa de la Moneda de Quito tenían muchos defectos, por lo que los estándares monetarios eran difíciles de mantener. El uso de tokens comerciales se generalizó. En un intento por terminar con el uso de tokens, el gobierno introdujo un cuartillo (1/4 real) en 1842. El cuartillo de ley 0.333, popularmente se le llamaba calé (el nombre dado en España a la moneda de 4 maravedíes y que la población  aplicó a cualquier moneda pequeña de bajo valor).

### Monedas de plata
| Plata ley 0.333 fechada en 1842 |
| --- |
| - 1 cuartillo, 16 mm (1842) |
| Plata ley 0.666 fechadas entre 1838-1843 |
| - 1/2 real, 17 mm (1838, 1840) - 1 real, 20 mm (1836, 1841) - 2 reales, 25 mm 5.80-6.10 g (1836, 1938, 1841) - 4 reales, 31.5 mm (1841, 1842, 1843) |

### Monedas de oro
| Oro ley 0.875 fechada entre 1836-1843                                                                           |
| --- |
| - 1/2 onza (4 escudos), 28 mm 13.50 g (1836, 1839, 1841) - 1 onza (8 escudos), 34 mm 27.06 g (1838, 1840, 1843) |

| Denominación | Imagen | Acuñación | Tiraje | Metal           | Diámetro | Ceca  |
| ------------ | ------ | --------- | ------ | --------------- | -------- | ----- |
| 2 Reales     |        | 1838      | ---    | Plata Ley 0.667 | 25 mm    | Quito |
| 4 Reales     |        | 1842      | ---    | Plata Ley 0.667 | 31.5 mm  | Quito |
| 8 Escudos    |        | 1840      | ---    | Oro Ley 0.875   | 34 mm    | Quito |

### Ley monetaria de 1843
La falsificación había alcanzado proporciones alarmantes durante 1842 y Ecuador estaba al borde de la bancarrota. La Convención Nacional aprobó una nueva ley monetaria en junio de 1843, cambió el tipo de moneda (diseño) en un esfuerzo por distinguir el dinero bueno del malo. Adoptó un nuevo escudo de armas para el anverso y colocó un busto de Simón Bolívar en el reverso, tanto en oro como en plata. Autorizó una onza de oro (8 escudos), 1/2 onza (4 escudos), doblón (2 escudos), 1 escudo y 1/2 escudo (el último, nunca se acuñó). Las monedas de plata fueron el peso fuerte (8 reales), medio peso (4 reales), peseta (2 reales), 1 real, 1 medio (1/2 real) y cuarto (1/4 de real). Pero las cantidades absurdamente bajas de monedas acuñadas en 1844-1845 resultaron en una afluencia de monedas gastadas y monedas de calidad inferior de los países vecinos.
| Monedas acuñadas entre 1844-1485                                            |
| --------------------------------------------------------------------------- |
| - 1 medio peso (R.4), 33 mm (1844, 1845) - 1 onza (E.8), 36 mm (1844, 1845) |

## Época 1846-1856: peso fuerte

### Historia
El 29 de diciembre de 1845, el presidente Vicente Ramón Roca autorizó una moneda para competir con la moneda fuerte de otros países. Este era el peso fuerte de ley 0.903. El estándar de ley 0.875 de oro era idéntico al de los vecinos del Ecuador y no presentaba ningún problema. Sin embargo, el estándar de ley 0.903 de plata resultó en una fuerte exportación de la moneda. Desapareció tan pronto como entró en circulación (Ley de Gresham), capturado por los comerciantes de Guayaquil. El 7 de julio de 1846, el valor del fuerte aumentó de 8 a 9 reales en un vano intento de mantenerlo en circulación.
La ley monetaria de noviembre de 1846 adoptó un nuevo tipo con un busto de Bolívar por el oro y un busto de la Libertad por la plata. Estos aparecieron en monedas con fecha de 1847. La mayor parte de la moneda en circulación consistía en monedas gastadas y de baja calidad. Tan pronto como aparecieron las nuevas monedas de plata, fueron recortadas y perforadas para reducir su valor al de la moneda en circulación, mientras que las monedas de oro desaparecieron inmediatamente en el extranjero.
En la década de 1850, la Casa de la Monedas de Quito no recibía suficientes metales preciosos para justificar su operación. Tuvo que acuñar un mínimo de 6 000 pesos al año solo para cubrir los gastos generales. La casa de moneda se cerró en 1853 mientras el gobierno consideró las opciones de mantenerla abierta o cerrarla. El equipo de acuñación de monedas estaba desgastado y no podía producir monedas en cantidad suficiente para competir con la moneda extranjera que ingresó a Ecuador, especialmente a través del puerto de Guayaquil.
Muchas monedas en circulación fueron perforadas con un agujero, y esto estaba causó problemas en las transacciones financieras. El gobernador de la provincia de Pichincha proclamó que cualquier persona que perforara una moneda acuñada después de 1855 sería castigada de acuerdo con las regulaciones penales existentes y que cualquiera que recibiera dicha moneda perforada tenía que tomar nota de la persona que la pasaba.

### Monedas de plata
| Plata de ley 0.666 fechada en 1847, 1852                                                     |
| -------------------------------------------------------------------------------------------- |
| - 1/4 real, 12 mm (1849, 1862) - 1/2 real, 17 mm (1848, 1849) - 2 reales, 27 mm (1847, 1852) |
| Plata ley 0.903 fechada en 1846                                                              |
| 1 peso fuerte, 38 mm 27.00 g (se acuñaron 1386 piezas)                                       |

### Moneda de oro
| Oro ley 0.875 fechado en 1847, 1856 |
| ----------------------------------- |
| - 1 onza, 37 mm 27.06 g             |

## Época 1856-1871: franco
| Sistema de conversión: |
| ---------------------- |
| 5 francos = 10 reales  |

### Historia
El Congreso aprobó una nueva ley monetaria el 5 de diciembre de 1856, que adoptó el sistema decimal francés, un estándar de 0.900 para la plata, y el Franco ecuatoriano, igual a 4.500 g de plata fina o 29.03 mg de oro fino. El peso siguió como una unidad de cuenta igual a 5 francos. Esta medida pretendía evitar el error cometido con el peso fuerte de 1846. Solo se aceptarían monedas estándar decimales después del 15 de octubre de 1866.
La moneda de plata ecuatoriana había sido degradada desde 1833. El gobierno quería producir monedas de alto contenido de plata para financiar divisas, por lo que la plata degradada tuvo que ser retirada y reemplazada por 0.900 de plata fina. Esta fue la razón de la moneda 5 Franco (Esta moneda se considera una joya numismática, fue grabada por la ecuatoriana Emilia Rivadeneira), pero su aparición en octubre de 1858 causó cierta confusión. El sistema decimal era bastante desconocido para el público y, a pesar de la introducción de Franco, la costumbre de contar en pesos de 8 reales o tostones de 4 reales continuó.
La producción de los 5 francos no pudo sostenerse y resultó imposible reemplazar todas las monedas pobres (moneda feble, es decir, plata de ley 0.666). El terremoto de 1859 cerró la Casa de la Monedas de Quito hasta 1861. Luego de cerrada la Casa de la Moneda de Quito, comenzó un periodo en el cual lo bancos privados tuvieron el protagonismo en la emisión de monedas.
El Banco Particular de Guayaquil obtuvo permiso en junio de 1861 para tener 200 000 pesos en monedas ley 0.666 en el sistema octagesimal anterior a 1856. Los troqueles para las monedas fueron grabados en París y llegaron a Quito en octubre de 1862. Estas fueron las últimas monedas producidas en la Casa de la Moneda de Quito, que en febrero de 1863 cerró definitivamente. Además, el Banco de Guayaquil no deseaba continuar con la acuñación de monedas; al acuñar 35 580 pesos, había sufrido una pérdida de 6 776 pesos (19 %). Así, después de 1863, todas las monedas ecuatorianas fueron acuñadas en el extranjero.
Para mantener la moneda en circulación, el presidente Gabriel García Moreno prohibió la exportación de la moneda de ley 0.666. La circulación de varios tipos de tokens se hizo común. La provincia de Imbabura, en el norte, estaba autorizada para permitir la libre circulación de francos colombianos.

### Billetes
El Banco de Circulación y Descuento de Manuel Antonio de Luzarraga, Guayaquil, emitió los primeros billetes de Ecuador en 1859 en denominaciones de 1, 4, 5, 10 y 20 pesos.
La Caja de Amortización, abrió  en Guayaquil en 1860, y emitió billetes por 5 y 10 pesos por un monto de 100 000 pesos. Cerró un año después en 1861.
El Banco Particular de Descuento y Circulación de Guayaquil, fundado en 1861 por una asociación de 50 comerciantes, comenzó a emitir billetes en 1862 en denominaciones de 1, 5, 10 y 20 pesos; y de 50 y 100 en 1864, y billetes por 2 y 4 reales en 1865. Este banco hizo mucho para popularizar el uso del papel moneda. Se fusionó con el Banco del Ecuador en 1870.
El Banco de Circulación y Descuento de Planas, de Pérez y Obarrio abrió en Guayaquil en 1865, y sin autorización del gobierno emitió 300 000 pesos en pagarés de 4 reales y 1, 5, 10 y 20 pesos. En 1867 se vio obligado a retener sus billetes y cerrar sus puertas.
Banco del Ecuador, fundado en 1867, comenzó a operar en Guayaquil en 1868, imprimió billetes sobreimpresos del banco Luzarraga por 1, 4, 5 y 10 pesos. Emitió nuevos billetes en 1870 por 2 y 4 reales y 1 peso.

### Monedas
| Plata ley 0.666                                                                                            |
| --- |
| - 1/4 real, 12 mm (1855, 1856, 1862) - 2 reales, 26 mm (1857, 1862) - 4 reales, 33.5 mm (1855, 1857, 1862) |
| Plata ley 0.900                                                                                            |
| - 5 francos, 37.5 mm 25.00 gr. (1858)                                                                      |

| Denominación | Imagen | Acuñación | Tiraje | Metal           | Diámetro | Ceca  | Ref.   |
| ------------ | ------ | --------- | ------ | --------------- | -------- | ----- | ------ |
| 4 Reales     |        | 1857      | ---    | Plata ley 0.667 | 33.5 mm  | Quito | [ 32 ] |
| 5 Francos    |        | 1858      | ---    | Plata ley 0.900 | 37.5 mm  | Quito | [ 32 ] |

## Época 1871-1884: peso
| Sistema de conversión:   |
| ------------------------ |
| 10 reales = 100 centavos |
| 1 peso = 5 francos       |

### Historia
El peso de plata de 25,00 g de ley 0.900 se convirtió en la unidad monetaria el 21 de noviembre de 1871 y se decimalizó el 21 de noviembre de 1873. La emisión de monedas de cobre de 1 y 2 centavos (acuñadas en Birmingham) se decretó el 8 de junio de 1872, y el presidente García Moreno dispuso que el gobierno recibiría las nuevas monedas a razón de 10 centavos por real o 100 centavos por peso fuerte de 10 reales. Esto estableció una equivalencia legal entre el dinero antiguo y el nuevo. Se acordó además que el Banco del Ecuador importara monedas basadas en el sistema decimal francés. García Moreno resolvió así los problemas básicos de la moneda ecuatoriana.
En 1877, el presidente Ignacio de Veintimilla autorizó la libre circulación de monedas de menos de ley 0.900, con el resultado inmediato de que la moneda de buena calidad desapareció de la circulación, reemplazada por monedas de Chile y Bolivia que solo tenían ley 0.500.

### Billetes
El Banco del Ecuador emitió billetes de 2 y 4 reales y 1, 5, 10, 20, 100, 500 y 1 000 pesos.
Banco Nacional, en Guayaquil, emitió billetes brevemente en 1871 por 2 y 4 reales y por 1, 5, 10, 20 y 100 pesos. Fue asumido por el Banco del Ecuador, que comenzó a retirar las notas del Banco Nacional en 1872.
Banco de Quito fue el primer banco con sede en Quito. Comenzó a emitir billetes en 1874 por 2 reales y 1, 2, 5, 10, 20, 50 y 100 pesos. Una nueva serie apareció en 1880 por 1, 5, 10, 20 y 100 pesos.
Banco de la Unión en Quito, emitió billetes en 1882 por 1, 5, 10, 20 y 100 pesos. este banco manejó las finanzas personales del presidente Veintimilla.
Banco Anglo-Ecuatoriano se estableció en 1884 en Montecristi, luego se mudó a Guayaquil. Emitió billetes de 1, 5 y 10 pesos.

### Monedas
| Denominación | Imagen | Acuñación | Tiraje | Metal | Diámetro | Ceca        | Ref.   |
| ------------ | ------ | --------- | ------ | ----- | -------- | ----------- | ------ |
| Un centavo   |        | 1872      |        | Cobre | 25.5 mm  | Heaton mint | [ 34 ] |
| Dos centavos |        | 1872      |        | Cobre | 31 mm    | Heaton mint | [ 34 ] |

## Época 1884-1898: sucre (patrón plata)
| Sistema de conversión: |
| ---------------------- |
| 1 sucre = 100 centavos |
| 1 sucre 0 1 peso       |

### Historia
La unidad monetaria local, el peso, pasó a llamarse Sucre (decreto del 22 de marzo de 1884, efectivo a partir del 1 de abril), equivalente a 22,50 g de plata fina. El Sucre lleva el nombre del revolucionario latinoamericano Antonio José de Sucre. La ley monetaria en 1884 permitió la libre circulación de monedas acuñadas en oro de Francia, Italia, Bélgica, Suiza, Colombia, Perú y Estados Unidos. En cuanto a la plata, la ley permitió la importación de piezas de 5 francos de dichos países, además, pesos de Chile y Colombia, del sol peruano y del dólar norteamericano y sus fracciones. El cobre (vellón) se hizo moneda de curso legal a 5 décimos. Las reservas bancarias estaban en moneda de plata y los billetes eran convertibles únicamente en plata. Ecuador estaba en un estándar de plata de facto y no acuñó ningún oro entre 1884 y 1892. El gobierno hizo acuñar monedas de plata en el extranjero a través de las oficinas de los bancos privados, usualmente obtuvo el 25 % de las ganancias.
El Gobierno firmó un contrato el 6 de octubre de 1887 con el Banco del Ecuador para retirar la moneda chilena y la moneda nacional de baja calidad y reemplazarla por una moneda de finura estándar. Un decreto del 12 de abril de 1889 hizo que la moneda boliviana que circulaba en la parte sur del Ecuador fuera igual a otra moneda, ya que sus tenedores habían perdido un 20 % en el intercambio. El Banco Internacional fue el encargado de retirar la moneda boliviana, pagó en parte con buena moneda y en parte en billetes. En 1890, la moneda colombiana de ley 0.835 se cambió a su valor nominal.
Entre 1887 y 1892 se retiraron más de 1.75 millones de sucres en monedas de baja calidad, por lo que solo la moneda de plata de alta calidad permaneció en circulación. El presidente Antonio Flores Jijón (hijo del presidente Juan José Flores) anunció que desde el 15 de agosto de 1890 solo se permitiría la circulación de monedas nacionales en Ecuador, y el sistema monetario de Ecuador finalmente se unificó. Pero el valor nominal total de la moneda en circulación se había reducido. Para aliviar la escasez de pequeños cambios, el presidente autorizó (14 de junio de 1890) la acuñación de 30 000 sucres en monedas de cobre de 1/2 y 1 centavo.
La caída en el precio de la plata había sido gradual en 1884-1890, pero se hizo muy pronunciada después de 1893, y el gobierno comenzó a buscar formas de adoptar el patrón oro. En 1897, la Comisión Monetaria informó que de los 4 790 730 de sucres que se habían acuñado hasta entonces, 2 810 850 habían estado en monedas de 1 sucre y 2 079 000 en mitades, décimas y vigésimas. También informó que del total, 2 931 081 se depositaron en los bancos y que la mitad del resto todavía estaba en circulación, la otra mitad exportada o utilizada por la industria.

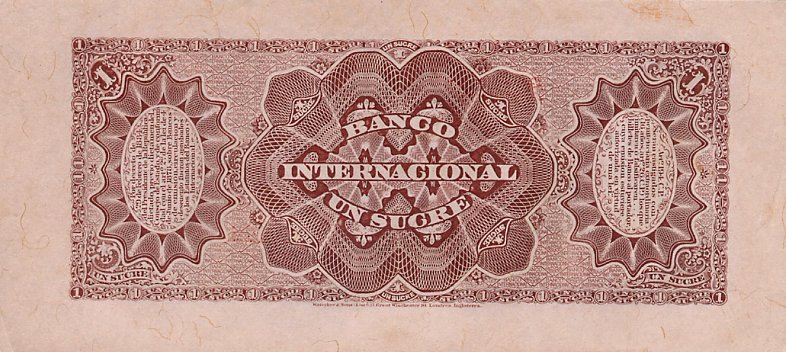
Billete de 1 sucre de 1884 del Banco Internacional (Anverso)

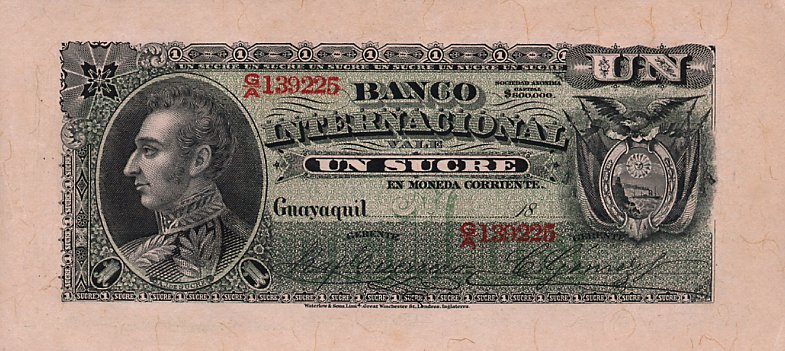
Billete de 1 sucre de 1884 del Banco Internacional (Reverso)

### Billetes
El Banco del Ecuador emitió billetes de 1, 2, 5, 10, 20, 50, 100, 500 y 1 000 sucres. Fue uno de los bancos más poderosos de la época.
El Banco de la Unión emitió billetes de 1, 2, 5, 10, 20, 50 y 100 sucres hasta que cerró en 1895.
Banco Anglo-Ecuatoriano emitió billetes de 1, 5 y 10 sucres hasta que se reorganizó como Banco Internacional en 1887.
El Banco de Londres y Ecuador, Quito, evidentemente emitió billetes de 1, 5 y 10 sucres, aunque no se tiene mayor información sobre este banco.
El Banco Internacional se reorganizó en 1885 a partir del Banco Anglo-Ecuatoriano. Emitió billetes de 1, 5, 10, 20, 100, 500 y 1 000 sucres. Nuevos diseños de billetes de 50 y 100 aparecieron en 1889. Fue reorganizado en 1894 como Banco Comercial y Agrícola.
Banco Comercial y Agrícola, reorganizado en 1894 por el Banco Internacional, emitió billetes de 1, 5, 20, 100, 500 y 1 000 sucres. El color del billete de 1 sucre se cambió en 1897.

### Monedas
| Denominación   | Imagen | Acuñación | Tiraje            | Metal           | Diámetro | Ceca        | Ref.   |
| -------------- | ------ | --------- | ----------------- | --------------- | -------- | ----------- | ------ |
| Un centavo     |        | 1884 1886 | 500 000 1 000 000 | Cobre-níquel    | 17.5 mm  | Heaton mint | [ 34 ] |
| Medio décimo   |        | 1884 1886 | 600 000           | Cobre-níquel    | 25 mm    | Heaton mint | [ 34 ] |
| Medio décimo   |        | 1889      | 560 000           | Plata ley 0.900 | 15 mm    | Heaton mint | [ 34 ] |
| Un décimo      |        | 1889      | 100 000           | Plata ley 0.900 | 18 mm    | Santiago    | [ 38 ] |
| Dos décimos    |        | 1889      | 50 000            | Plata ley 0.900 | 23 mm    | Santiago    | [ 38 ] |
| Un medio sucre |        | 1884      | 20 000            | Plata ley 0.900 | 30 mm    | Heaton mint | [ 38 ] |
| Un sucre       |        | 1889      | 327 000           | Plata ley 0.900 | 37 mm    | Santiago    | [ 38 ] |

## Época 1898-1914: sucre (patrón oro)
| Sistema de conversión: |
| ---------------------- |
| 1 sucre = 100 centavos |

### Historia
El estándar de oro fue adoptado el 3 de noviembre de 1898, la moneda de oro se llamó cóndor, con 8,136 g de ley 0.900, con un valor de 10 sucres. Esto hizo que el sucre sea igual a 732,22382 mg. de oro fino o 2 chelines esterlinas. El oro a la par era de una libra esterlina por 10 sucres, 1 USD por 2 055 S/. y 2 522 francos por sucre. Las piezas de plata fueron la peseta (2 décimos), el real o décimo (10 centavos) y el medio (5 centavos). La ley de 1898 hizo del sucre la moneda de curso legal, un decreto posterior (29 de octubre de 1908) autorizó el cóndor de oro y monedas de vellón (75 % de cobre, 25 % de níquel) de 1/2, 1, 2 y 5 centavos. Para acuñar el cóndor, el gobierno vendió 3 millones de sucres en monedas de plata (todas las monedas de «un medio sucre» y toda la plata extranjera que había sacado de circulación en el sur de Ecuador). El cóndor fue acuñado en Birmingham y emitido a través de los bancos privados Banco Comercial y Agrícola y Banco del Ecuador.

### Billetes
Banco del Ecuador y Banco Comercial y Agrícola continuaron con la emisión de billetes. A ellos se unieron dos nuevos bancos emisores.
Banco del Pichincha, Quito, emitió billetes de 1, 5, 10 y 20 sucres desde 1906. una segunda emisión  fue de billetes de 1, 5, 10, 20, 50 y 100 sucres.
Banco del Azuay, en Cuenca, emitió billetes en 1913 por 1, 2, 5 y 10 sucres.

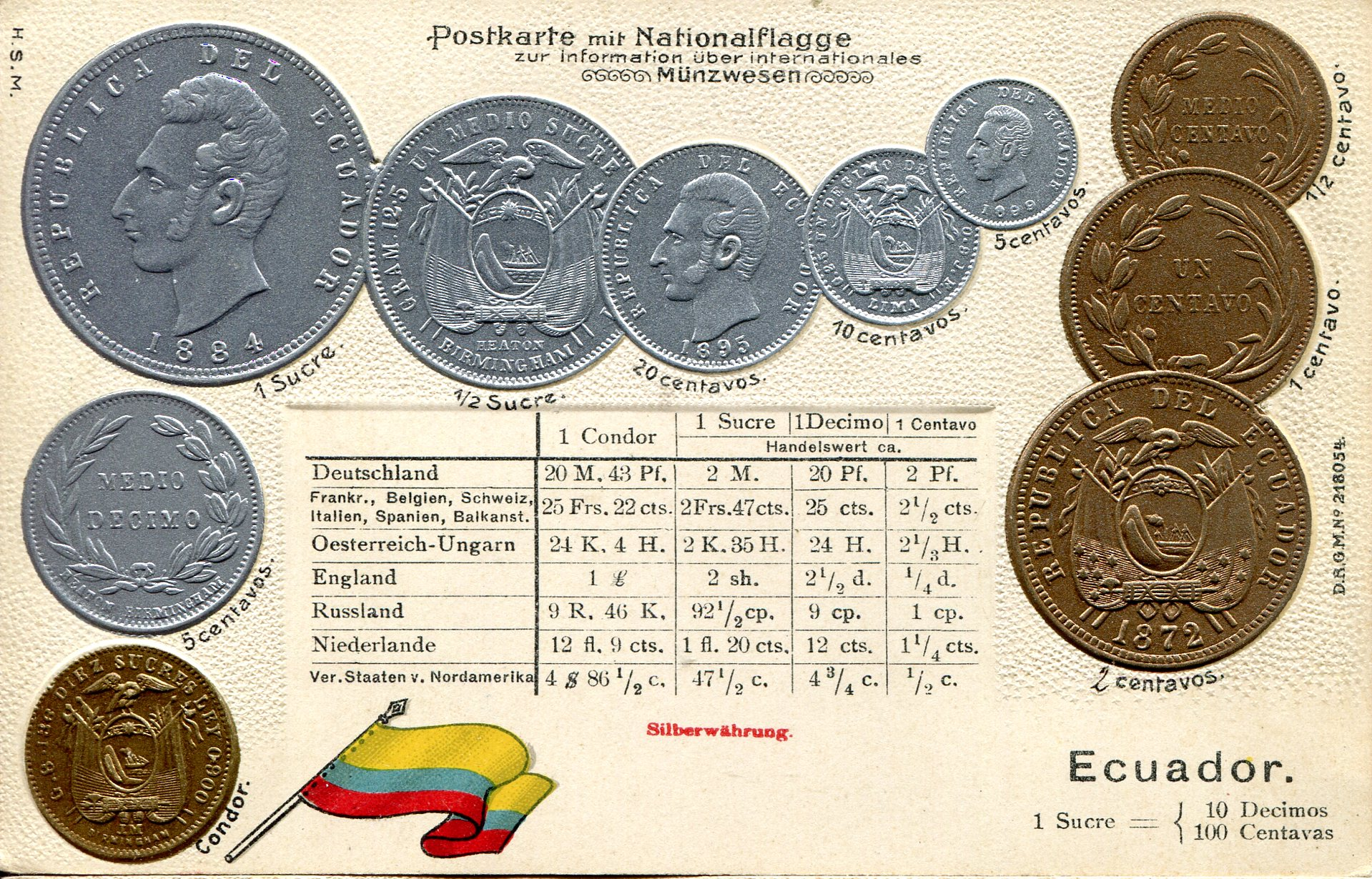
Postal alemana de 1900 con imágenes de monedas de sucres

### Monedas
| Denominación   | Imagen | Acuñación | Tiraje         | Metal        | Diámetro | Ceca        | Ref.   |
| -------------- | ------ | --------- | -------------- | ------------ | -------- | ----------- | ------ |
| Medio centavo  |        | 1909      | 4 000 000      | Cobre-níquel | 15 mm    | Heaton mint | [ 46 ] |
| Un centavo     |        | 1909      | 3 000 000      | Cobre-níquel | 17 mm    | Heaton mint | [ 46 ] |
| Dos Centavos   |        | 1909      | 2 500 000      | Cobre-níquel | 19 mm    | Heaton mint | [ 47 ] |
| Cinco centavos |        | 1909      | 2 000 000      | Cobre-níquel | 21 mm    | Heaton mint | [ 47 ] |
| Diez sucres    |        | 1899 1900 | 100 000 piezas | Oro          | 22 mm    | Heaton mint | [ 38 ] |

## Época 1914-1927: sucre (fiduciaria)

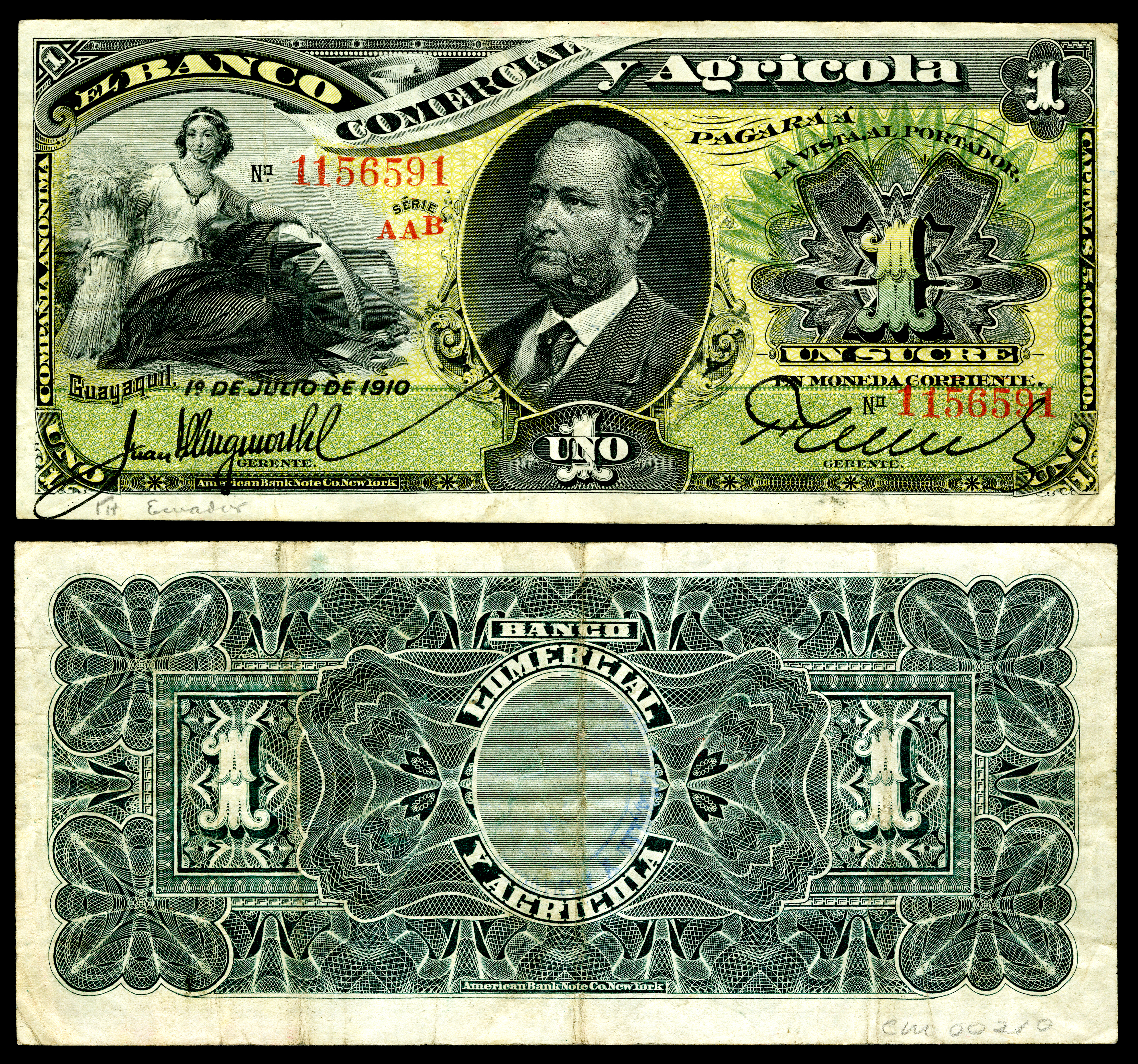
1 sucre Banco Comercial Y Agrícola

### Historia
El patrón oro se suspendió en 1914 y los billetes se declararon licitación inconvertible. El precio de la plata subió y su exportación fue embargada. El tipo de cambio se mantuvo a la par (2.05 por USD 1) hasta 1918, cuando se estableció la depreciación progresiva. El gobierno estableció un monopolio completo sobre las letras de cambio extranjeras. A fines de 1922, la tasa de libre mercado cayó a 5.40 por dólar. El gobierno tomó medidas draconianas con lo cual exigió a los exportadores que entreguen las ganancias de divisas a una tasa establecida por la Comisión de Cambio (S/.3.60/USD 1). El gobierno luchó con el problema cambiario hasta que el sucre finalmente se estabilizó en 1926 a 5 sucres por dólar estadounidense.
La situación económica fue desastrosa, debido en parte al fraude de los bancos comerciales, el más notorio de los cuales fue la emisión de billetes del Banco Comercial y Agrícola por encima del límite legal en la enorme cantidad de 18 millones de sucres. La Junta de Gobierno producida por la Revolución de julio (Revolución Juliana, 9 de julio de 1925) deseaba crear un banco central, a pesar de la violenta oposición. Hubo entonces seis bancos de emisión: del Ecuador, Comercial y Agrícola, de Pichincha, Crédito Agrícola e Industrial, del Azuay, y el recientemente inaugurado (1920) Banco de Descuento.

### Monedas
| Denominación         | Imagen | Acuñación | Tiraje              | Metal        | Diámetro | Ceca        | Ref.   |
| -------------------- | ------ | --------- | ------------------- | ------------ | -------- | ----------- | ------ |
| Dos y medio centavos |        | 1917      | 1 600 000           | Cobre-níquel | 19 mm    | Filadelfia  | [ 47 ] |
| Cinco centavos       |        | 1917 1918 | 1 200 000 7 980 000 | Cobre-níquel | 21 mm    | Filadelfia  | [ 47 ] |
| Diez centavos        |        | 1918      | 1 000 000           | Cobre-níquel | 22 mm    | Filadelfia  | [ 47 ] |
| Cinco centavos       |        | 1919      | 12 000 000          | Cobre-níquel | 20 mm    | Providence  | [ 47 ] |
| Diez centavos        |        | 1919      | 2 000 000           | Cobre-níquel | 25 mm    | Providence  | [ 47 ] |
| Cinco centavos       |        | 1924      | 10 000 000          | Cobre-níquel | 16.5 mm  | Heaton mint | [ 47 ] |
| Diez centavos        |        | 1924      | 5 000 000           | Cobre-níquel | 19.5 mm  | Heaton mint | [ 47 ] |

## Época 1927-1932: sucre (patrón oro)

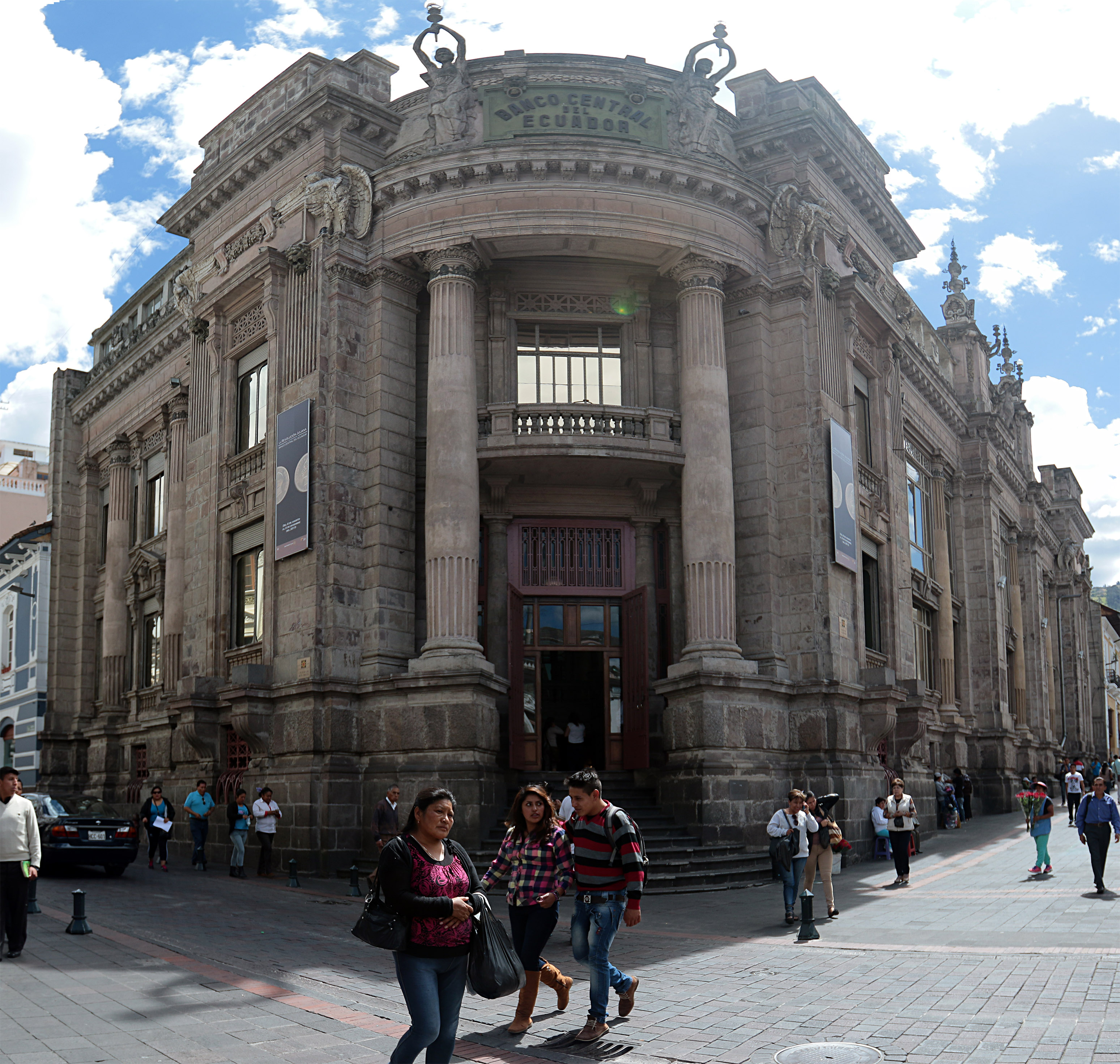
Banco Central de Ecuador

| Sistema de conversión: |
| ---------------------- |
| sucre = 100 centavos   |
| 1 cóndor = 25 sucre    |

### Historia
Un decreto del gobierno del 9 de octubre de 1925 autorizó un banco central, y el 23 de junio de 1926 el presidente Isidro Ayora creó la Caja Central de Emisión y Amortización (oficina central para la emisión y retiro de billetes) en anticipación del banco central. Su tarea principal era asumir el control de los billetes y las reservas metálicas de los seis bancos privados de emisión, y retirar sus billetes a cambio de los propios. este organismo comenzó a intercambiar billetes privados por billetes propios en diciembre de 1926, continuó con sus operaciones hasta el 12 de agosto de 1927.
La Misión Financiera Kemmerer (Comisión de Expertos Financieros) llegó en 1926, y su informe fue la base de la reforma monetaria del 4 de marzo de 1927, que creó el Banco Central del Ecuador y puso el sucre en el estándar de cambio de oro, el sucre contenía a 0,300933 g de oro fino (equivalente a 5 sucres por dólar). El nuevo cóndor tenía 8,35 g de ley 900, valorado en 25 sucres (equivalente al medio águila estadounidense). Los estatutos del Banco Central se aprobaron el 3 de junio, se inauguró formalmente el 10 de agosto y comenzó a funcionar el 1 de octubre. El oro ecuatoriano se recuperó de las cecas en Birmingham y la plata en Filadelfia. El Banco Central envió 63 680 cóndores en 1898 a Birmingham para ser fundidos en 20 000 nuevos cóndores, el resto se vendió como lingotes. La gran variedad en tipo y tamaño de las monedas de cobre y níquel introducidas entre 1914 y 1925 fue incómoda y confusa, por lo que todas fueron reemplazadas por monedas acuñadas en Filadelfia y fechadas en 1928.

### Billetes
Los billetes privados dejaron de circular después de 1927. La Caja Central de Emisión y Amortización sobreimprimió ciertos billetes privados de 1, 2, 5 y 10 sucres con su propio nombre, los domicilió en Quito y los puso en circulación en diciembre de 1926. Esta fue una serie provisional para prepararse para un banco central de emisión.
El Banco Central del Ecuador, Sociedad Anónima publicó billetes de 5, 10, 20, 50 y 100 sucres en 1928. Estas notas tenían una cláusula de canje de oro, por ejemplo, «Pagará al portador á la vista cinco sucres en oro ó giros oro» (promete pagar al portador a la vista cinco sucres en oro). El patrón oro se conservó en las notas del Banco Central hasta 1939.

### Monedas
| Denominación         | Imagen | Acuñación      | Tiraje                      | Metal           | Diámetro | Ceca       | Ref.   |
| -------------------- | ------ | -------------- | --------------------------- | --------------- | -------- | ---------- | ------ |
| Un centavo           |        | 1928           | 2 016 000                   | Cobre           | 20 mm    | Filadelfia | [ 46 ] |
| Dos y medio centavos |        | 1928           | 4 000 000                   | Níquel          | 18.5 mm  | Filadelfia | [ 47 ] |
| Cinco centavos       |        | 1928           | 16 000 000                  | Níquel          | 19.5 mm  | Filadelfia | [ 47 ] |
| Diez centavos        |        | 1928           | 16 000 000                  | Níquel          | 21.5 mm  | Filadelfia | [ 55 ] |
| Cincuenta centavos   |        | 1928 1930      | 1 000 000 155 000           | Plata ley 0.720 | 18 mm    | Filadelfia | [ 47 ] |
| Un sucre             |        | 1928 1930 1934 | 3 000 000 400 000 2 000 000 | Plata ley 0.720 | 23.5 mm  | Filadelfia | [ 55 ] |
| Dos sucres           |        | 1928 1930      | 500 000 100 000             | Plata ley 0.720 | 28.8 mm  | Filadelfia | [ 56 ] |
| 1 Cóndor             |        | 1928           | 20 000                      | Oro ley 0.900   | 22 mm    | Birmingham | [ 57 ] |

## Época 1932-2000: sucre
En esta época los billetes de 5, 10, 20, 50 y 100 sucres, que empezaron a circular en la década de 1920, tenían figuras femeninas de tendencia neoclásica con elementos alusivos a las actividades productivas del Ecuador, emitidas por el recién creado Banco Central del Ecuador, y ya en la década de 1950 aparecieron los billetes con las figuras que se mantuvieron hasta el año 2000 en el tiempo que salió de circulación.
El estándar de intercambio de oro fue suspendido el 8 de febrero de 1932. Los controles de cambio se adoptaron el 30 de abril y la tasa oficial se fijó en S/.5.95 por dólar estadounidense. Después de que el precio de la plata subió por encima del valor nominal de la mayoría de las monedas de plata en la década de 1930, Ecuador embargó la exportación de plata (17 de mayo de 1935). A esto le siguieron numerosos ajustes en el sistema cambiario a medida que el sucre continuó a la baja. Los controles cambiarios finalmente se levantaron en septiembre de 1937 y la tasa oficial se fijó en 13.50 por dólar estadounidense. El sucre se devaluó a 14.77 por dólar el 4 de junio de 1940, y se volvieron a imponer los controles de cambio. La tasa oficial se convirtió en 14.00 por en 1942 y 13.50 por en 1944.
La paridad se registró en el Fondo Monetario Internacional el 18 de diciembre de 1946, a 65.827 mg. de oro fino (13.50 por dólar estadounidense), pero en 1947 se adoptó un sistema de tipos de cambio múltiples. En 1950 el FMI devaluó el sucre a 15 por dólar, a 18 por ciento en 1961 y a 25 por ciento en 1970. En 1973 se ordenó la acuñación de monedas de 2 y 5 sucre en níquel que no fueron puestas en circulación.
El sucre mantuvo un tipo de cambio bastante estable frente al dólar estadounidense hasta 1983, cuando se devaluó a 42 por dólar. La depreciación cobró impulso y la tasa de libre mercado superó los 800 por dólar en 1990 y casi 3 000 en 1995.
El sucre perdió el 67 % de su valor cambiario durante 1999, luego en una semana cayó en picada el 17 %, terminó en S/.25 000 /USD 1, el 7 de enero de 2000. El 9 de enero, el presidente Jamil Mahuad anunció que el dólar estadounidense sería adoptado como la moneda oficial de Ecuador. Doce días después, Mahuad fue depuesto por un golpe militar populista de izquierda; en gran parte en reacción a la crisis económica  en curso. El vicepresidente Gustavo Noboa se convirtió en presidente, solo para confirmar el compromiso del gobierno con la dolarización.
El 9 de marzo de 2000, Noboa firmó una ley aprobada por el Congreso, y reemplazó el sucre con el dólar de los Estados Unidos a un tipo de cambio oficial de 25 000 sucres por USD 1. Ambas monedas debían circular, el dólar se usaba para todas las transacciones, excepto las más pequeñas. Solo las monedas continuarían en la moneda local.

### Billetes
| N.º Pick             | Denominación  | Primera emisión         | Imágenes | Dimensiones | Descripción                              | Descripción                       | Ref.   |
| N.º Pick             | Denominación  | Primera emisión         | Imágenes | Dimensiones | Anverso                                  | Reverso                           | Ref.   |
| -------------------- | ------------- | ----------------------- | -------- | ----------- | ---------------------------------------- | --------------------------------- | ------ |
| 100 108 113 120A     | 5 sucres      | 19 de junio de 1956     |          | 140 × 65 mm | Antonio José de Sucre                    | Escudo del Ecuador                | [ 62 ] |
| 101 109 114 121      | 10 sucres     | 14 de enero de 1950     |          | 140 × 65 mm | Sebastián de Benalcázar                  | Escudo del Ecuador                | [ 62 ] |
| 102 110 115 121A     | 20 sucres     | 28 de febrero de 1950   |          | 140 × 65 mm | Iglesia de la Compañía de Jesús en Quito | Escudo del Ecuador                | [ 63 ] |
| 116 122              | 50 sucres     | 24 de abril de 1957     |          | 140 × 65 mm | Columna a los próceres del 9 de octubre  | Escudo del Ecuador                | [ 64 ] |
| 117 118 112 123 123A | 100 sucres    | 3 de septiembre de 1952 |          | 140 × 65 mm | Simón Bolívar                            | Escudo del Ecuador                | [ 63 ] |
| 119 124 124A         | 500 sucres    | 24 de mayo de 1976      |          | 140 × 65 mm | Eugenio de Santa Cruz y Espejo           | Escudo del Ecuador                | [ 65 ] |
| 120 125              | 1 000 sucres  | 24 de mayo de 1976      |          | 140 × 65 mm | Rumiñahui                                | Escudo del Ecuador                | [ 65 ] |
| 126 128              | 5 000 sucres  | 1 de diciembre de 1987  |          | 140 × 65 mm | Juan Montalvo                            | Geochelone nigra                  | [ 66 ] |
| 127                  | 10 000 sucres | 30 de julio de 1988     |          | 140 × 65 mm | Vicente Rocafuerte                       | Plaza de la Independencia (Quito) | [ 66 ] |
| 129                  | 20 000 sucres | 31 de enero de 1995     |          | 140 × 65 mm | Gabriel García Moreno                    | Escudo del Ecuador                | [ 67 ] |
| 130                  | 50 000 sucres | 31 de enero de 1995     |          | 140 × 65 mm | Eloy Alfaro                              | Escudo del Ecuador                | [ 67 ] |

### Monedas de plata
| Denominación | Imagen | Acuñación | Tiraje              | Metal           | Diámetro | Ceca   | Ref.   |
| ------------ | ------ | --------- | ------------------- | --------------- | -------- | ------ | ------ |
| Dos sucres   |        | 1944      | 1 000 000           | Plata ley 0.720 | ---      | México | [ 56 ] |
| Cinco sucres |        | 1943 1944 | 1 000 000 2 000 000 | Plata ley 0.720 | ---      | México | [ 56 ] |

### Monedas de níquel
| Denominación | Imagen | Acuñación | Denominación | Imagen | Acuñación | Denominación | Imagen | Acuñación |
| ------------ | ------ | --------- | ------------ | ------ | --------- | ------------ | ------ | --------- |
| 5 centavos   |        | 1937-1970 | 10 centavos  |        | 1937-1976 | 20 centavos  |        | 1937-1981 |
| 50 centavos  |        | 1963-1985 | 1 sucre      |        | 1937-1986 |              |        |           |
| 50 centavos  |        | 1988      | 1 sucre      |        | 1988-1990 | 5 sucres     |        | 1988-1991 |
| 10 sucres    |        | 1988-1991 | 20 sucres    |        | 1988-1991 | 50 sucres    |        | 1988-1991 |
| 100 sucres   |        | 1995-1997 | 500 sucres   |        | 1995-1997 | 1 000        |        | 1996-1997 |

## SigloXXI: dolarización
Conversión: 1 dólar estadounidense = 25 000 sucres.
El dólar estadounidense se convirtió en moneda de curso legal en Ecuador el 13 de marzo de 2000, y los billetes de sucre dejaron de ser de curso legal el 11 de septiembre. Permanecieron intercambiables en el Banco Central hasta el 30 de marzo de 2001, a 25 000 sucres por dólar. Ecuador emitió sus propias monedas de centavo.

### Monedas
| Denominación         | Imagen | Acuñación | Tiraje | Metal | Diámetro | Ceca   |
| -------------------- | ------ | --------- | ------ | ----- | -------- | ------ |
| Un centavo           |        | 2000      | ---    | Latón | 19.05 mm | México |
| Cinco centavos       |        | 2000      | ---    | Acero | 21.21 mm | México |
| Diez centavos        |        | 2000      | ---    | Acero | 17.91 mm | México |
| Veinticinco centavos |        | 2000      | ---    | Acero | 24.26 mm | México |
| Cincuenta Centavos   |        | 2000      | ---    | Acero | 30.61 mm | México |